# Репороа
Репороа — кальдера в Новой Зеландии, Северный остров. Площадь составляет 3480 кв. км.
Репороа — дно кратера древнего вулкана образовавшегося 450 млн лет назад. Состоит из монолита. Является частью вулканической зоны Таупо. Кальдера образовалась 34 млн лет назад. Когда-то здесь был крупный вулканический комплекс, но объединение всех магматических очагов вызвало огромный взрыв. Комплекс разрушился, осталась одна кальдера. Последнее извержение имело место в 1180 году.